# Heidi (Kartoffel)
Heidi ist eine sehr frühe fest kochende Qualitäts-Speisesorte.
Sie hat eine geringe Neigung zur Kochdunkelung. Sie ist gegen die Nematoden Ro1 und Ro4 resistent. Ihre Jugendentwicklung ist zeitig. Sie besitzt keine Resistenz gegen Kartoffelkrebs, wohl aber gegenüber Schwarzbeinigkeit und dem Y-Virus. Züchter ist die Norika Nordring Kartoffelzucht- und Vermehrungs GmbH. Die Sorte wurde inzwischen abgemeldet.